# Incubus (film 2006)
Incubus – brytyjski film fabularny z 2006 roku. W roli głównej Tara Reid. W Polsce został wydany w magazynie Kino Grozy Extra. Słowo „Incubus” oznacza wyimaginowanego demona lub złego ducha, wchodzącego w ciało i umysł śpiącej osoby, koszmar senny.

## Fabuła
Szukając schronienia przed burzą, Jay wraz z bratem i czwórką znajomych włamuje się do budynku opuszczonej fabryki, gdzie ku swemu przerażeniu odnajdują ślady brutalnego podwójnego morderstwa. Jedynym ocalałym zdaje się być pogrążony w śpiączce, zamknięty w szklanej celi pacjent - SLEEPER. Próbując wydostać się z tego koszmarnego miejsca odkrywają straszną prawdę - zostali uwięzieni, a pozornie bezbronny Sleeper stanowi dla nich śmiertelne zagrożenie.

## Obsada
- Tara Reid jako Jay
- Alice O’Connell jako Holly
- Martin Sherman jako Keifer (głos)
- Christian Brassington jako Peter
- Monica Barladeanu jako Karen
- Akemnji Ndifernyan jako Bug
- Russell Carter jako Josh
- Mihai Stanescu jako Śpiący